# Himantura fai

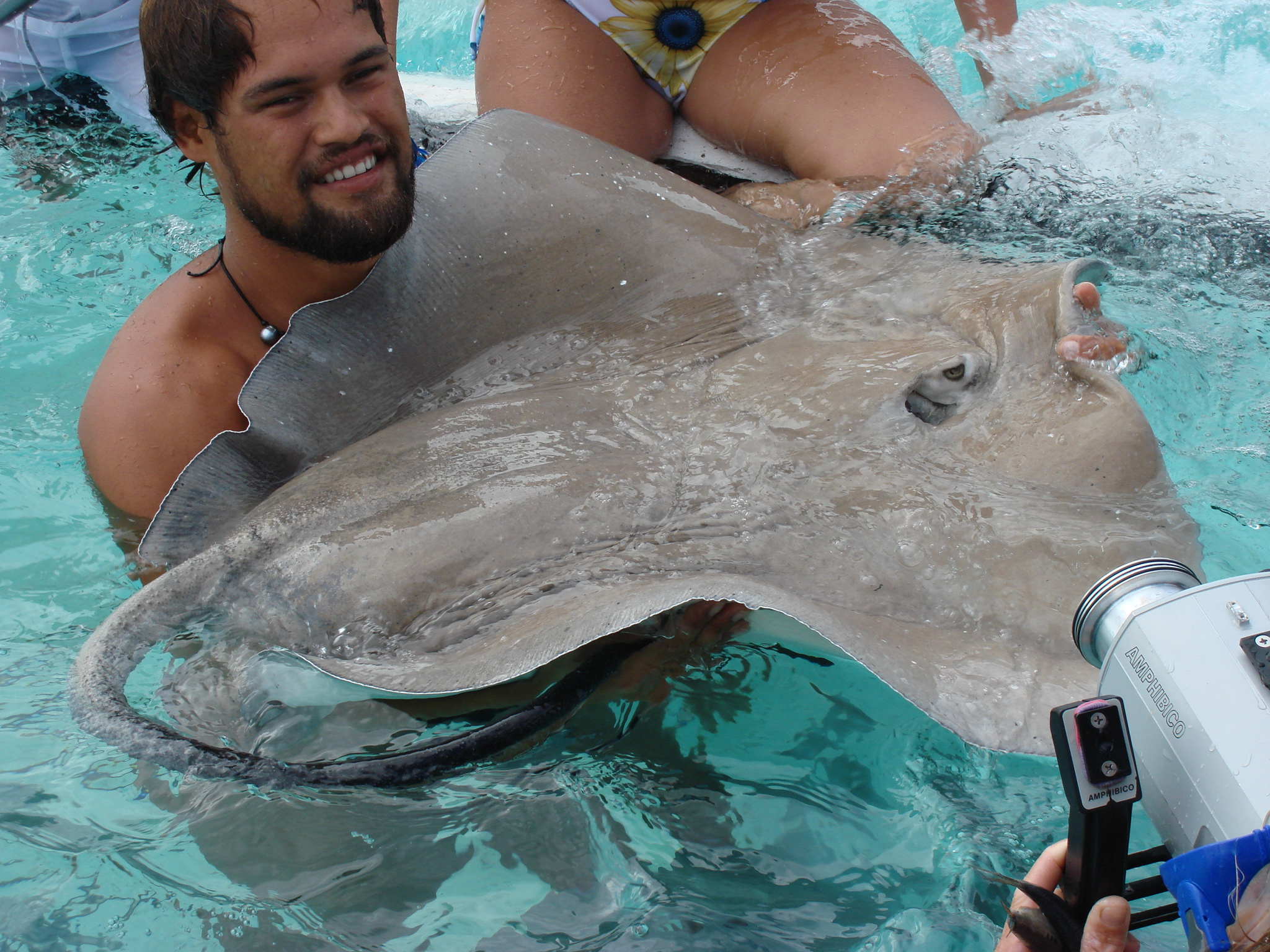
Exemplar de Bora Bora

Himantura fai és una espècie de peix pertanyent a la família dels dasiàtids.

## Descripció
- Pot arribar a fer 183 cm de llargària màxima (en fa 55 en el moment de néixer) i 18,5 kg de pes.
- Al dors, el seu color varia entre el bronzejat i el rosa marronós.[2]

## Reproducció
És ovovivípar.

## Hàbitat
És un peix marí i de clima tropical (9°N-26°S), el qual forma grans moles sobre els fons tous de la plataforma continental i, sovint, a prop dels esculls de corall.

## Distribució geogràfica
Es troba a la conca Indo-Pacífica: des de Sud-àfrica fins a la Micronèsia.

## Ús comercial
És capturat freqüentment per les xarxes d'arrossegament i, en menor mesura, amb palangres, i és consumit per la seua carn, la pell (d'alt valor) i el cartílag.

## Observacions
És verinós per als humans.